# Abhay Vasant Ashtekar
Abhay Vasant Ashtekar (Kolhapur, 5 de julho de 1949) é um físico indiano, com doutorado na Universidade de Chicago (1974) e na Universidade de Jena (2005).
Ashtekar foi professor em algumas universidades e instituições, sendo elas: Universidade de Paris (1983-1985); Universidade de Syracuse (1984); Universidade Estadual da Pensilvânia (1993); Instituto Raman de Bangalore; Universidade de Utrecht; Universidade de Maryland; Instituto Max Planck de Física de Garching;

## Conquistas
Em 1977, recebeu o primeiro prêmio da Fundação Gravity Research; Em 1986 em Pequim, Abhay foi o co-fundador da teoria da Gravidade Spinorial ou Cíclica (variáveis conjugadas fundamentais ou variáveis de Ashtekar); modelo cosmológico de quantum Bounce; Em 1993, foi eleito diretor do Instituto de Gravitação e Cosmologia; Em 1996, foi eleito membro honorário da Academia Nacional de Ciências da Índia, efetivado em 1997 como membro estrangeiro, e; Em 2004, foi premiado com o Prêmio Cientista Sênior da Fundação Alexander von Humboldt; Em 2005, foi convidado a participar da 23ª Conferência de Solvay;  Em 2007, foi eleito presidente da Sociedade Internacional para a Relatividade Geral e Gravitação.